# Soboundou
Soboundou est une commune du Mali, dans le cercle de Niafunké et la région de Tombouctou, dont le chef-lieu est Niafunké.

## Politique
Le musicien Ali Farka Touré (URD) a été maire de la commune de 2004 à 2006.

## Jumelage
Plusieurs villages de la commune de Soboundou, dans la zone du lac Koboro, sont jumelés avec des communes du pays d'Escurolles, dans le département de l'Allier.